# Ephraim Mirvis

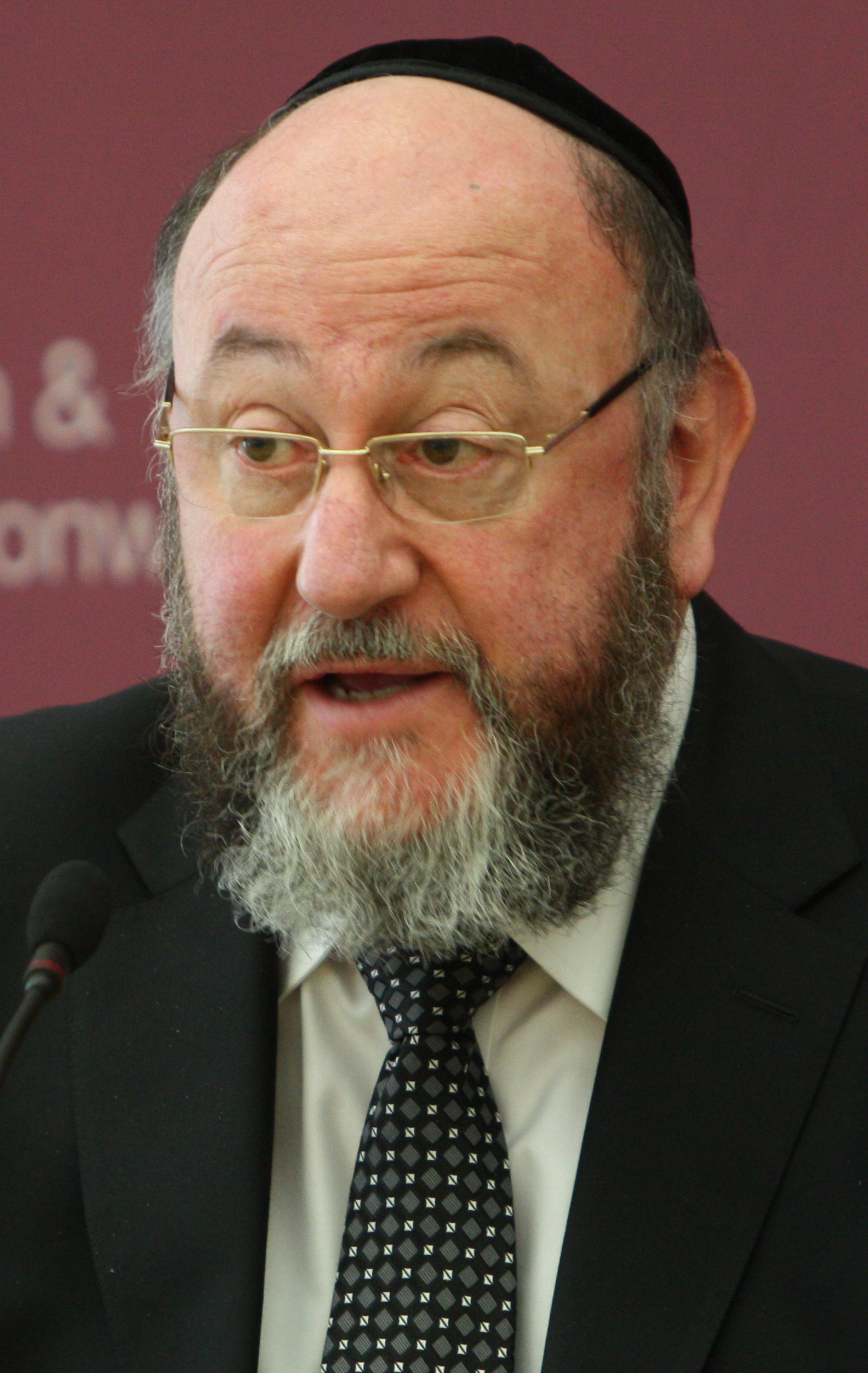
Ephraim Mirvis (2015)

Sir Ephraim Mirvis (geboren 1956 in der Nähe von Johannesburg, Südafrika) ist ein orthodoxer Rabbiner. Er ist seit September 2013 der aschkenasische Oberrabbiner des Vereinigten Königreichs als Nachfolger von Lord Jonathan Sacks.
Sein Vater war Rabbiner in Kapstadt; auch sein Großvater war bereits Rabbiner. 1973 zog seine Familie nach Israel, wo er die weiterführende Schule besuchte. Er studierte an den Akademien Yeshivat Kerem BeYavne und Yeshivat Har Etzion und erhielt 1980 seine Ordination als Rabbiner an der Machon Ariel. Gleichzeitig studierte er in Pretoria Klassisches Hebräisch und Pädagogik. Mirvis ist ausgebildeter Schochet, der nach jüdischem Ritus schlachten darf, und Mohel, der Beschneidungen vornimmt.
Anfang 2023 erhielt Mirvis von König Charles III. den Ritterschlag zum Knight Commander des Order of the British Empire.
Er wohnt in Finchley, London.

## Rabbiner
1982 erhielt er seine erste Stelle als Rabbiner an der Adelaide Road Synagoge in Dublin und wurde 1984 im Alter von 28 Jahren zum Oberrabbiner von Irland ernannt. 1992 wurde er als Nachfolger von Jonathan Sacks Rabbiner an der Western Marble Arch Synagoge in London. 1996 wurde Mirvis Rabbiner an der Finchley Synagoge, einer der größten jüdischen Gemeinden in London. Er engagierte sich im interreligiösen Dialog und war von 1985 bis 1992 Präsident des Irish Council of Christians and Jews. Er nahm auch an diversen Treffen mit britischen Kirchenführern teil. Er empfing einen Imam an seiner Synagoge und organisierte Treffen zwischen Mitgliedern seiner Gemeinde und Mitgliedern der Finchley Moschee. 
Im Dezember 2012 wurde Mirvis zum Oberrabbiner des Vereinigten Königreichs ernannt.